# هجوم جنوب سوريا 2015
هجوم جنوب سوريا 2015، وأطلق عليه اسم «عملية شهداء القنيطرة»، وكان هجوما شن في جنوب سوريا خلال الحرب الأهلية السورية من قبل الجيش العربي السوري، وحزب الله، وقوات فيلق الحرس الثوري الإيراني. وتضم القوات الحكومية أيضا ميليشيات متطوعين شيعة أفغانية تحت رعاية إيران. ويشير اسم «عملية شهداء القنيطرة» إلى حادثة مزرعة الأمل التي وقعت في يناير 2015، والتي قتل فيها عدد من أعضاء حزب الله والحرس الثوري الإسلامي في غارة إسرائيلية.
وبعد أن سيطرت القوات السورية وحلفاؤها على 15 بلدة وقرية وتلال، تباطأت العملية وتوقفت خلال محاولات للتقدم على كفر شمس وكفر ناسج. ووصفت المكاسب التي حققتها القوات الموالية للحكومة بانها محدودة، في حين ذكرت صحيفة السفير الموالية لدمشق ان المكاسب كانت هزيمة «مدمرة» للمتمردين. واعتبر معظمهم الهجوم غير ناجح، حيث «نجا» المتمردون من الهجوم «المنهار».

## معلومات أساسية
وفي أكتوبر 2014، استولى المتمردون على محطة الحرب الإلكترونية في تل الحارة بفضل انشقاق اللواء محمود أبو عراج الذي ظل في موقعه في الجيش العربي السوري بينما كان ينقل معلومات إلى قوات المتمردين وزرع بذور الشقاق بين قوات الجيش وحلفائهم الإيرانيين؛ وأدى ذلك إلى إعدام ما يصل إلى 56 ضابطا في الجيش في محاولة لوقف تسريبات المعلومات. واستعادة تل الحارة ستكون أحد الأهداف الرئيسية للهجوم القادم.
وكانت الأهداف الاستراتيجية للهجوم هي السيطرة على تل الحارة، والقضاء على المنطقة الحاجزة الإسرائيلية المتمردة التي تحميها قوات جبهة النصرة في المنطقة الواقعة بين إسرائيل وسوريا، وحراسة العاصمة السورية دمشق ضد مزيد من تعدي المتمردين، ومنع المتمردين السوريين من إقامة جبهة في جنوب شرق لبنان، وقطع خطوط إمداد المتمردين المؤدية إلى الأردن. وكان الهدف الإضافي للهجوم هو خلق «جبهة الجولان» التي يسيطر عليها حزب الله ضد إسرائيل. وركز الهجوم على مثلث من الأراضي التي يسيطر عليها المتمردون من المناطق الريفية جنوب غرب دمشق إلى مدينة درعا إلى القنيطرة، مع التركيز بشكل أولي على الاستيلاء على قرى كفر شمس وزمرين ودير العدس.
وصرح مصدر مقرب من شخصيات بارزة في حزب الله انه تم تسريع موعد بدء الهجوم بسبب عملية الاغتيال التي قامت بها إسرائيل في مرتفعات الجولان لعدة شخصيات رفيعة المستوى من حزب الله ومن إيران.

## الهجوم

### تقدم الحكومة الأولي
وفي 7 فبراير 2015، شنت الفرقة المدرعة الخامسة التابعة للجيش، جنبا إلى جنب مع تعزيزات من فرقة المشاة السابعة، الهجوم في الجزء الشمالي من محافظة درعا. وخلال القتال الذي اندلع في اليوم الأول، قتل 10 متمردين في اشتباكات حول كفر شمس.
وفي 8 فبراير، قصفت القوات الحكومية بلدات متعددة في محافظة درعا، وأعقب ذلك قتال عنيف أسفر عن مقتل 11 من المتمردين. ووقعت أعنف الاشتباكات في كفر شمس. كما قصف الجيش بلدتي أم باطنة ومسحرة في محافظة القنيطرة، حيث شنت الفرقة التاسعة في الجيش هجوما في تلك المحافظة أيضا. ووفقا لمصدر عسكري، استولت القوات الحكومية على عدة تلال. وفي الوقت نفسه، تمكنت قوات حكومة محافظة ريف دمشق من الاستيلاء على تل مرعي، ولكنها لم تتمكن من التقدم صوب بلدة دير ماكر. وكان الاستيلاء على تل مرعي كبيرا لأنه قطع خط إمداد للمتمردين وزاد من عزلة الجيوب التي يسيطر عليها المتمردون حول مدينة دمشق.
وفي 9 فبراير، اندلع القتال في دير ماكر وحول دير العدس في درعا حيث قتل أربعة متمردين ودمرت دبابتان للجيش. وبحلول نهاية اليوم، تقدم الجيش، بدعم من قوات الدفاع الوطني، وحزب الله، والمقاتلين الإيرانيين، في منطقة العلاقيات بالقرب من دير العدس. أفادت مصادر عسكرية بأن 65 في المائة من قرية دير العدس، وكذلك تل الغشيم، بالقرب من كفر شمس، تمت السيطرة عليها. واستولى الجيش أيضا على قرية الطيحة.
وفقا لما ذكره المتمردون، تلقت القوات الحكومية الدعم من عدد كبير من المقاتلين الأفغان كذلك أثناء الهجوم في درعا وريف دمشق.
وفي صباح يوم 10 فبراير، نصب الجيش كمينا لمجموعة من متمردي جبهة النصرة في قرية محجة، في شمال درعا، مما أسفر عن مقتل ما بين 8 و 19 مقاتلا. وفي الوقت نفسه فإن القتال في دير العدس ترك ثمانية متمردين اخرين قتلى بينما تقدمت القوات الحكومية واستولت على دير ماكر ودناجي والهبارية. وفي وقت لاحق قام الجيش بتأمين دير العدس، حيث قتل أكثر من 40 متمردا و23 جنديا خلال المعركة من أجل البلدة.
وخلال اليوم، ضربت المدفعية والضربات الجوية الحكومية مواقع للمتمردين في مسحرة، مباشرة إلى الشرق من القنيطرة والحارة، لقطع المتمردين في درعا من الجولان. وأفاد مراسل لقناة الميادين اللبنانية الإخبارية متواجد مع الجيش السوري من القنيطرة بأن الهجوم قد قطع طريق إمداد هام للمتمردين من الأردن إلى المناطق التي تسيطر عليها المعارضة غرب دمشق. كما قصفت مدفعية الجيش من تل غرابة على مواقع للمتمردين على تل عنتر بالقرب من كفر شمس خلال اليوم.
وفي 11 فبراير، استولى الجيش وحزب الله على تلال العروس والسرجة، بالقرب من دير ماكر وتل مسياه بالقرب من دير العدس، وتقدمت صوب السلطانية، التي قصفتها. وفي الوقت نفسه، افادت الانباء ان سكان الحارة طلبوا من مقاتلي المتمردين إخلاء المنطقة تجنبا لوقوع أي اشتباكات محتملة في البلدة. وفي هذه المرحلة، بدأت المرحلة الثانية من هجوم الحكومة في درعا والقتال يحدث على طول الخط الأمامي. وفي ريف دمشق، ووفقا للمرصد السوري لحقوق الإنسان، احتدم القتال حول تل فاطمة حيث تم القبض على عدد من الجنود، وكذلك حول حمريت بتدمير دبابة، وفوق تل عنتر وتل علاقية.
وفي 12 فبراير، تباطأت وتيرة التقدم السريع للقوات الحكومية بسبب العاصفة الثلجية في المنطقة. ومع ذلك، استولى الجيش على منطقة الغربال في بلدة كفر نسيج، حيث انسحب المقاتلون من دير العدس وكانوا يواصلون القتال. وبعد ذلك، أصدر قائد الفرقة 24 المتمردة في الجيش السوري الحر نداء عاجلا لإرسال تعزيزات.

### توقف الهجوم
في الأيام التالية، تمكن المتمردون من استعادة الطيحة والهبارية.
وفي 14 فبراير، واصلت القوات الحكومية قصف كفر شمس وكفر ناسج وتل عنتر. وقتل اثنان من ضباط الحرس الثوري الإيراني (أحدهما عقيد) في كفر ناسج في ذلك اليوم، في حين أصيب اثنان من مراسلي قناة الإخبارية الموالية للحكومة بجروح جراء القصف الذي شنه المتمردون على دير العدس. ووفقا للمرصد السوري لحقوق الإنسان، فقد أعدم 10 جنود بتهمة نقل معلومات إلى العدو، في حين صدرت أوامر لـ5،000 تعزيزات إضافية لمحاربة المتمردين في الجنوب. وقالت الانباء انه تم صد هجوم جبهة النصرة المضاد على دير العدس حيث لقى 19 متمردا و11 جنديا مصرعهم.
وفي 15 فبراير، استأنفت القوات الجوية السورية قصف مواقع المتمردين، بعد أن أرغمت على البقاء على الأرض لمدة خمسة أيام بسبب سوء الأحوال الجوية. وادعى المتمردون القبض على ضابط إيراني كبير ومشغل لنظام صاروخي عسكري روسي على خط المواجهة في درعا. ولكن المتحدث باسم الجبهة الجنوبية نفى مزاعم السجناء الإيرانيين ولكنه اكد ان جثتى الضابطين الإيرانيين كانا في حوزة المتمردين.
وفي 17 فبراير، تم صد هجوم لحزب الله على مسحرة. ومع ذلك، استمر القتال في منطقة القرية وفي اليوم التالي ذكر مصدر عسكري أن حزب الله استولى على تل سيريتل. وفي الوقت نفسه، بدأت جبهة النصرة هجوما مضادا لاستعادة السيطرة على جميع الأراضي المفقودة منذ بدء الهجوم وتمكنت من التقدم بالقرب من دناجي.
وفي 19 فبراير، استعادت جبهة النصرة تل فاطمة وتقدمت صوب دير ماكر. ولكن بعد مقاومة شرسة من الفرقة المدرعة التاسعة، تراجعت النصرة إلى التلة التي تم الاستيلاء عليها مؤخرا بعد أن توفي 22 شخصا. وفي اليوم التالي، أفاد مصدر عسكري بأن حزب الله واصل هجومه الشرس على جبهة النصرة جنوب تل سيريتل الذي استولى عليه مؤخرا، حيث أفيد بتقدمه جنوبا في قرية مسحرة، بينما في الحميدية، أفيد أن الفرقة المدرعة التاسعة تقدمت صوب مقبرة القرية بعد اشتباكات عنيفة لمدة يومين على التوالي. وفي وقت لاحق من ذلك اليوم، استعاد الجيش تل فاطمة. ومع ذلك، في 21 فبراير، تجدد القتال من أجل تل فاطمة.
وفي 25 فبراير، وبعد ثلاثة أيام من الخمول بسبب الأحوال الجوية القاسية، حاول حزب الله الاستيلاء على الحميدية، وأفيد بأنه قتل 16 متمردا.

### تقدم الحكومة المتجدد
في الفترة من 27 و 28 فبراير، استولت القوات الحكومية على السلطانية، والهبارية، وحمريت، وسبسبا، وكذلك على تلال تل قرين وتل فاطمة. المعركة من أجل حلب استمرت ساعتين. واستمر القتال العنيف في تل علاقية، وتل سمن، وعقربا، وسملين، وحول كفر ناسج وكفر شمس، حيث حاولت القوات الحكومية التقدم. وخلال الاشتباكات التي استمرت يومين، لقى ما لا يقل عن 26 جنديا و19–51 متمردا مصرعهم.
وفي 1 مارس، قام الجيش بمحاولات جديدة للتقدم في كفر شمس، في حين أنهم استولوا على تل البزاق وتل رجوب الصيد، المعروف أيضا باسم تل الصياد. وتمكنت القوات السورية وحزب الله أيضا من التقدم إلى مسافة 10 كيلومترات من تل الحارة واستولوا على التلال التي تطل عليه. وعند هذه النقطة، أعلن الجيش أنهم أتموا المرحلة الأولى من هجومهم، مما أدى إلى إنشاء منطقة عازلة بين شمال غرب درعا ومنطقة الغوطة الغربية في ريف دمشق. المرحلة الثانية المخططة ستكون هجوما ذا شقين، حيث تحاول الفرقة السابعة الاستيلاء على كفر شمس، بينما سيقوم حزب الله والفرقة التاسعة بالاستيلاء على كفر ناسج، وبعدها سيتم ربط كل من الفرقتين وحزب الله في عقربا. وسيتألف جزء كبير من الهجوم من تقدم الفرقة التاسعة وحزب الله لنبع الصخر وسيطرتهما على أم باطنة ومسحرة. وأفيد أن العميد السوري محمود مصطفى (قائد وحدة المغاوير) قُتل في الهبارية، بالقنيطرة، في ذلك اليوم.